# Kerstin Lundgren
Kerstin Margareta Lundgren (ur. 1955) – szwedzka polityk Partii Centrum. Od 2002 r. jest członkinią Riksdagu, zajmując drugie miejsce w okręgu wyborczym okręgu sztokholmskiego. Od wyborów przewodniczącego Riksdagu, które odbyły się 24 września 2018 r., Lundgren został wybrany na trzeciego wicemarszałka Riksdagu. Jest także członkiem Rady Zarządzającej AWEPA (Stowarzyszenie Parlamentarzystów Europejskich z Afryką). 

## Kariera polityczna
W szwedzkim parlamencie Lundgren zasiada w Komisji Konstytucyjnej od 2002 do 2006 roku, a do Spraw Zagranicznych od 2006 roku. Od 2018 roku jest także członkiem Delegacji Wojennej. Obecnie jest rzeczniczką ds. polityki zagranicznej Partii Centrum.
Oprócz funkcji parlamentarnych Lundgren od 2007 r. pełni funkcję członka szwedzkiej delegacji do Zgromadzenia Parlamentarnego Rady Europy. Jako członkini Partii Centrum należy do Porozumienia Liberałów i Demokratów na rzecz Europy. Obecnie jest wiceprzewodniczącą Podkomisji Zgromadzenia ds. Bliskiego Wschodu i Świata Arabskiego. Jest również członkiem Komisji Prawnej i Praw Człowieka; oraz członek Komitetu ds. Wypełniania Zobowiązań i Zobowiązań przez Państwa członkowskie Rady Europy (Komitet Monitorujący). Obok Borisa Tsilevitcha z Łotwy (2015–2017), a później Titusa Corlățean z Rumunii (od 2018) pełni funkcję współwychowawczyni Zgromadzenia ds. Gruzji. Przed objęciem tej funkcji była sprawozdawczynią ds. wpływu Traktatu Lizbońskiego na Radę Europy.
W 2020 r. Lundgren dołączył do Sojuszu Międzyparlamentarnego na rzecz Chin.